# Burg Luttelnau

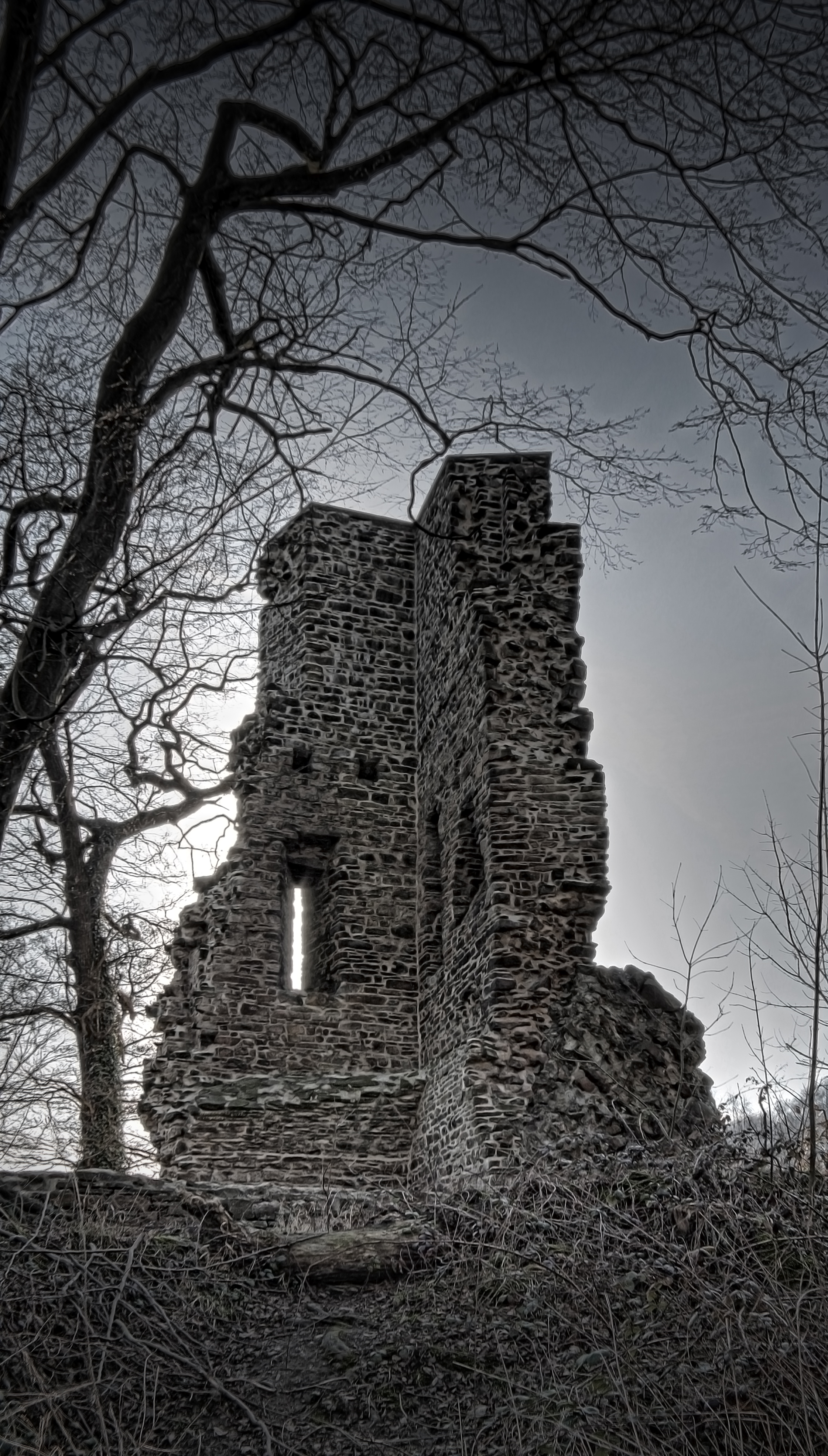
Der Kattenturm von der Innenseite

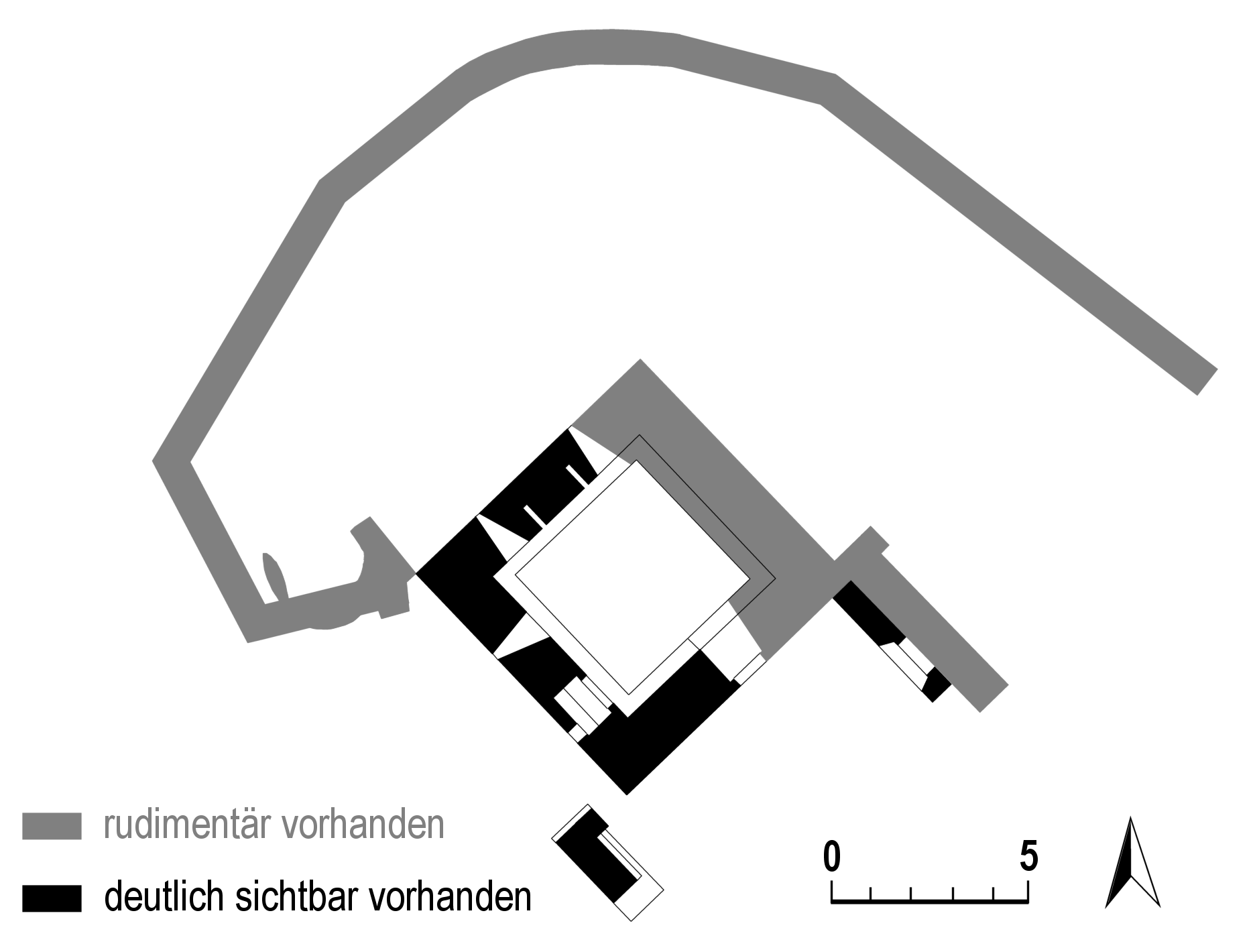
Schematischer Grundriss der Ruine

Burg Luttelnau war ein Rittersitz im Ruhrtal bei Essen in Nordrhein-Westfalen. Sie ist die einzige zumindest noch teilweise erhaltene Motte (Turmhügelburg) an diesem Fluss. Der Kattenturm ist die Ruine des Wohnturms.
Das Burggelände liegt am nördlichen Ufer der Ruhr in Essen-Kettwig, in der Straße Am Kattenturm 1. Das Gelände befindet sich unmittelbar gegenüber von Schloss Oefte, das am südlichen Ruhrufer liegt. Eigentümerin der Ruine ist die Stadt Essen als Rechtsnachfolgerin der Stadt Kettwig, welche die Ruine von den Grafen von der Schulenburg geschenkt bekommen hat.
Lüttelnau, auch Luthenau und Luttenau geschrieben, bedeutete so viel wie „kleine Aue“ (von Niederdeutsch "lütt" = "klein"). Die heutige Bezeichnung Kattenturm kam erst während des 19. Jahrhunderts auf und wurde später in sagenhaften Erzählungen unter anderem auf Katzen und die Chatten zurückgeführt, die dort einen Schatz bewacht haben sollen.

## Beschreibung
Die quadratische Turmruine aus unverputztem Ruhrsandstein erhebt sich 13 Meter hoch auf einem zwei Meter hohen Hügel mit 25 Meter Durchmesser und besitzt einen 7,80 mal 7,80 Meter messenden Grundriss. Ihre nordöstliche Hälfte ist eingestürzt, aber die einstigen drei Turmgeschosse – ehemals 16 Meter hoch – sind noch gut zu erkennen.
Das erhaltene Sockelgeschoss besitzt 1,70 bis 1,80 Meter dicke Außenmauern und wird von einem 4,25 Meter breiten Innenraum eingenommen, der 5,50 Meter hoch und von einem Tonnengewölbe abgeschlossen ist. Das Erdgeschoss des Turms weist einen Kamin, einen Abort und Schlitzfenster auf. Darüber erhebt sich das erste Geschoss mit einer Höhe von etwa 5,20 Metern bei einer Mauerdicke von etwa 1,35 Meter.
Der Turmruine schließen sich an ihrer Westecke die Reste der ehemaligen Ringmauer aus Bruchstein an, die den Turm bogenförmig von Westen bis Osten umschließen und im 14. Jahrhundert zur Landseite sicherten. Den Mauerresten ist an der Westecke des Wohnturms ein nur noch teilweise erhaltener Rundbau mit 3,10 Meter Durchmesser und einer Mauerstärke von 60 Zentimetern aufgesetzt. Die Reste eines weiteren Anbaus befinden sich an der östlichen Turmecke. Vor der Ringmauer ist der ehemalige Burggraben noch als drei Meter breite Senke an der Nordseite der Burg zu erkennen.
Verbürgt ist auch eine zur Anlage gehörige Vorburg, die in nördlicher Richtung ruhraufwärts auf einer flachen, hochwasserfreien Erhebung stand. Von ihr ist bis heute nur die Lage bekannt, bauliche Spuren wurden jedoch noch nicht entdeckt.

## Geschichte
Grabungen haben ergeben, dass der Wohnturm im 13. Jahrhundert auf einer langgestreckten Ruhrinsel erbaut und erst nachträglich eingemottet wurde. Die Turmburg war während des 14. Jahrhunderts als Lehen der Abtei Werden im Besitz der seit 1296 nachweisbaren Herren von Luttelnau. Einige Veröffentlichungen geben fälschlicherweise an, der Kölner Erzbischof Konrad von Hochstaden habe die Anlage 1260 als Lehen an den Ritter Konrad von Elberfeld vergeben, und nach der Niederlage des Erzbistums in der Schlacht von Worringen 1288 sei der Rittersitz ebenso wie die Neue Isenburg durch Graf Eberhard I. von der Mark geschleift und anschließend nicht wieder aufgebaut worden.
Ergebnisse der Ausgrabung im Jahr 1968 bezeugen jedoch, dass im 14. und 15. Jahrhundert Bautätigkeiten an der kleinen Anlage stattfanden. Gefundene Brandspuren wurden vom Ausgräber als Hinweis auf eine abgebrannte hölzerne Palisade gedeutet, die im 14. Jahrhundert durch eine nördlich gelegene Ringmauer ersetzt wurde. Es könnte sich dabei jedoch auch um die Reste einer Brücke zur nicht mehr erhaltenen Vorburg gehandelt haben, die bei einer im Jahr 1317 erwähnten Brandschatzung des Luttelnauschen Besitzes zerstört worden sein könnte. In jenem Jahrhundert ließen die Herren von Luttelnau auch einen östlichen Turmanbau errichten, dessen damalige Maße heute nicht mehr ermittelt werden können. Eventuell noch im 14. Jahrhundert spätestens aber im 15. Jahrhundert wurde der Ostanbau umgestaltet und dem Turm ein runder Anbau an seiner Westecke hinzugefügt.
Nach dem Aussterben der Herren von Luttelnau im Jahr 1417 kam die Anlage 1424 als Lehen an Heinrich von Oefte und gehörte fortan zum Besitz des Schlosses Oefte. Anschließend verfiel sie allmählich. Schon 1454 wird sie als „wüst“ beschrieben, und im Werdener Lehnsregister von 1573 heißt es, dass die Burg zu jener Zeit verlassen war („einst ein unter dem Berge Bylstein gelegenes Schloß nahe bei Oefte, verlassen“). Sie diente aber Ende des 16. Jahrhunderts den Herren von Oefte noch als Gefängnis.
Nach der Grabung ließ die Stadt Essen ab 1969 Sicherungsarbeiten an der Ruine durchführen, um sie anschließend zur Besichtigung freizugeben. Im Februar 1985 folgte die Aufnahme in die Liste der städtischen Baudenkmäler, ehe das Areal im September 1992 auch als Bodendenkmal unter Schutz gestellt wurde.